# Поздняя Античность
Поздняя Античность — завершающий этап античной цивилизации, период средиземноморской и (также, но в меньшей степени) мировой истории, обычно ограничиваемый III—VIII веками н. э. Это период между классической Античностью и Средневековьем (ок. 250—750/800/ гг. н. э.), ознаменовавший постепенный упадок средиземноморской классической цивилизации и первоначальное формирование строго западноевропейского христианского общества.
Распад и падение Западной Римской империи в 476 г. и Великое переселение народов (обычно описываемых как «варварские») с окраин континента положили условный конец периоду поздней Античности, но не уничтожили её богатого наследия, к которому относится, в первую очередь, распространение и упрочение позиций христианства, но также запечатление памяти (в основном, в многочисленных письменных источниках) об Античности эпохи её расцвета. За периодом поздней Античности последовали Средние века, а точнее, раннее Средневековье.
Что касается историографии, как отмечают (Ноэль Ленски в 2007 году), тематика поздней Античности приобрела огромный интерес в современности.

## Термин и понятие
Термин «поздняя Античность» (нем. Spätantike) вошёл в широкое употребление благодаря исследованиям выдающегося немецкого историка и социолога Макса Вебера, хотя другой не менее известный учёный, швейцарский культуролог Якоб Буркхардт употреблял похожий термин «spätantike Zeit» уже в 1853 году (в книге «Век Константина Великого»). С начала 1970-х годов в Великобритании (работы Питера Брауна) поздняя Античность (постклассический мир) стала пониматься как самостоятельная историческая эпоха (в широких хронологических рамках, с III по середину VII вв.; в узких — IV—VI вв.), характеризующаяся сложным взаимодействием и переплетением старого и нового, а не просто как финал Античности и генезис Средневековья. На смену концепции падения Рима и рождения Средневековья как катастрофического события пришла концепция медленного и сложного переформатирования и сосуществования самых разных, зачастую разнонаправленных тенденций.
Как отмечает Брайан Уорд-Перкинс: «Новаторская книга Питера Брауна „Мир поздней Античности“, опубликованная в 1971 году, определила культурный период (характеризующийся, прежде всего, подъёмом двух новых монотеистических религий, христианства и ислама, и кодификацией третьей, иудаизма), простирающийся с III века до VIII века и даже дальше. Эта периодизация, которая сегодня широко распространена, намеренно игнорирует распад римской власти на Западе в V веке и потерю арабами большей части Восточной (или Византийской) империи в VII веке — события, которые традиционно рассматривались как предвестники „тёмных времён“ в обеих областях. Вместо того чтобы рассматривать период с 5 по 7 века как время кризиса и разрыва, историки „поздней Античности“ рассматривают его как период непрерывного культурного роста». Проф. И. Ю. Ващева отмечала: "Самими британскими учёными подчёркивается политическая актуальность нового подхода. По их мнению, именно современная политическая ситуация, или, точнее говоря, ситуация последних 20-25 лет, когда в Европе активизировались интеграционные процессы и когда государственные границы, конфессиональные и культурные барьеры казались не столь существенными и непреодолимыми, подтолкнула к изучению культурной, религиозной, государственной, социальной и культурной интеграции в период поздней античности".

## Границы периода
Точные границы поздней Античности определить невозможно. Нижней границей обычно считается вступление на престол римского императора Диоклетиана (284 г.), установившего политический режим неограниченной личной власти — доминат. Верхнюю границу в западной части империи традиционно связывают с окончанием правления Ромула Августа (476 г.), с вторжением готов Теодориха, или с приходом лангобардов в Италию (568 г.). Верхнюю границу поздней Античности в восточной части империи условно проводят в год смерти Юстиниана (565 г.), но чаще связывают с переворотом Фоки в 602 году или с арабским вторжением в Византию начиная с 630-х гг. (в частности, в Передней Азии и государствах Северной Африки именно арабские завоевания считаются окончанием древней истории этих стран).
Границы поздней Античности варьируются в конкретном геополитическом контексте отдельно взятой страны, народа или региона. Античная цивилизация в Восточной Римской империи зародилась раньше и угасла позже, чем в Западной, где её уклад разрушили вторгнувшиеся германцы. Тем не менее, античное культурное наследие довольно хорошо сохранилось в быту, культуре, языке и науке большинства современных романских народов, а от них передалось и другим народам, проникшим в страны Средиземноморья позднее (южные славяне, арабы, турки, берберы, евреи).

## Поздняя Античность на латинском Западе
Периоду поздней Античности предшествовал Золотой век Античности (I в. до н. э. — I в. н. э): эпоха многобожества, расцвета классической греко-римской культуры и литературы. Но в I в. н. э. ранние христиане уже начали свою деятельность на востоке империи, за 20-30 лет апостольской проповеди проникнув в Рим, Африку и другие провинции востока и запада. В период поздней Античности христианство стало государственной религией империи (в конце IV в. в результате ряда указов императора Феодосия Великого). Кроме того, во времена поздней Античности внутри самой империи началось постепенное смещение центра культурной и экономической жизни из Средиземноморья в северо-западную часть — Римскую Галлию и Прирейнские области (Германия). Позднеантичная Галлия стала ведущим регионом Западной империи как в экономической, так и в культурной сферах. Скорее всего, это было связано с истощением ресурсов маловодного средиземноморского региона, где к этому времени уже были вырублены многие исконные леса, а также с исчерпанностью возможностей экономики Италии, где со II в. н. э. стали исчезать крупные рабовладельческие хозяйства в связи с прекращением притока рабов и переходом к более мягким формам эксплуатации. В связи с римской колонизацией уже к I в. н. э. завершился процесс античной романизации многих дороманских народов (кельты, этруски, оски, иберы и др.). Латынь получила широкое распространение от Атлантического океана до Чёрного моря, приобретая в провинциях местную окраску (вульгарная латынь). После исчезновения римской политической власти в провинциях и формирования германских королевств с V—VI веков началось постепенное формирование новых романских народов, ставших хранителями античных традиций в Средние века и Новое время. В период поздней Античности латинский язык ещё бытовал как живой в своей позднеантичной фазе и породил весьма обширную литературу, как христианскую, так и языческую.

## Поздняя Античность в Византии
Многие элементы классической греко-римской Античности (имперская государственность, военная организация, право, города, муниципальное самоуправление, обычаи повседневной жизни, литература, школы и т. д.) довольно долго и хорошо сохранялись в малоазиатском ядре Византийской империи, особенно в Константинополе и других крупных малоазиатских городах (Никея, Смирна, Никомедия), крупных островах Эгейского моря, городах Сирии, Египта. В бывших владениях Западной Римской империи античная культура поддерживалась по всем латиноязычным регионам, но особенно хорошо сохранилась в Южной Италии и Равенне, благодаря деятельности Византийской империи, когда император Юстиниан попытался восстановить власть империи и античные порядки, в том числе рабство, в западной части бывшей империи в VI веке, временно отвоевав большую часть её прежних владений на Западе. Хотя рабство сохранялось и в Средние века, на смену рабам уже во времена поздней Римской империи пришли полузависимые колоны. В повседневной жизни жителей больших городов Востока (Константинополь, Александрия, Антиохия, Газа, Берит, Афины и др.), несмотря на завершение христианизации, продолжали в значительной мере сохраняться античные быт и нравы, особенно в сфере частной жизни (культ предков и сохранение домашних алтарей, свадебные обряды с шумными пирами и шествиями; пережитки античных праздников — Брумалии, Розалии, Бриты; театральные представления, профессиональная проституция и др.). В этот период существовало определённое двоеверие.
Процесс трансформации античного общества в Средневековое, в цивилизацию нового типа — из числа самых сложных проблем в исторической науке. Одним из наиболее важных и неизученных аспектов этой проблемы является, прежде всего, восприятие и интерпретация этого процесса современниками. В последние десятилетия поздняя Античность IV—VI вв. представляется если не в полной мере самостоятельной цивилизацией, то, по крайней мере, субцивилизацией, постклассическим миром. Авторами новой концепции (Late Antiquity; Postclassical World) являются такие историки поздней Античности, как Питер Браун, Эврил Кэмерон, Алан Кэмерон, Гленн Бауэрсок и др. Новое в исследовании позднеантичной эпохи связывается с восприятием её как отдельного целостного периода истории, а не просто транзитивного (переходного) времени. Ещё одно существеннейшее достижение этой школы — попытка вычленения старых, классических, и новых, медиевальных элементов исторического процесса в их динамическом взаимодействии (система «континуитет — дисконтинуитет»).
Данным периодом как приоритетным в настоящее время в России занимаются (с достаточно чётким различением латинского Запада и Ранней Византии) — В. И. Уколова, А. А. Чекалова, П. П. Шкаренков, М. А. Ведешкин (Москва), Г. Е. Лебедева (Санкт-Петербург), В. В. Серов (Барнаул), И. Ю. Ващева (Нижний Новгород), А. С. Козлов (Екатеринбург), Н. Н. Болгов, Е. В. Литовченко (Белгород). В целом в России традиционно сохраняется все же скорее дискретное понимание Античности и византинистики. В отечественной науке новая парадигма была воспринята с большой осторожностью, а разделение между антиковедами и византинистами в целом сохраняется.
Те же подходы, в общем, характерны для Франции и Италии (Ж. Бокам, Д. Лауритцен, К. Цукерман, Д. Фиссель, Д. Ланиадо, Э. Амато, А. Корселла и др.). В США, Австралии, Израиле наблюдается стремление связать как британскую, так и франко-итальянскую методику, но ближе к британской (Р. Пенелла, Р. Крибиоре, Ф. Чикколелла, Дж. Кларк, Б. Кроук, Б. Биттон-Ашкелони и др.).
Кроме того, от этой эпохи сохранилось огромное количество письменных источников сравнительно с эпохой классической Античности. Большинство из них (исключая христианские богословские сочинения) не имеет современного полного научного комментированного перевода на русский язык (Сальвиан, Хорикий Газский, Корипп, Авит, Сидоний Аполлинарий, Иоанн Малала, Козьма Индикоплов, Целий Седулий, Эннодий, Роман Сладкопевец, Георгий Писида, Присциан, Харисий, Иоанн Лид, Гесихий, Иоанн Газский, Прокопий Газский, Эней Газский, Симмах, Фульгенций Мифограф, Стобей и др.). Парадоксально, что некоторые из этих текстов имели древнерусский перевод и читались в Древней Руси.
Несмотря на политическое разделение Запада и Востока, между ними сохранялось общее культурное пространство, хотя и немного нарушенное тем, что с конца VII века греческий язык, ранее бывший только языком Церкви, стал на Востоке государственным. Общее культурное пространство было сначала двуязычным греко-латинским, затем расширившимся за счёт коптской, сирийской, армянской, готской и др. словесности. Сохранялось также ощущение политической общности, от которой эмансипировался только Карл Великий в IX веке, провозгласив себя императором — до этого королями Запада императором признавался только император римлян в Константинополе — а также создав западный «римский миф» и навязывая филиокве.